# هورندون آن د هیل
هورندون آن د هیل (به انگلیسی: Horndon-on-the-Hill) یک روستا در بریتانیا است که در Thurrock واقع شده‌است.